# Agepsina Macri
Agepsina Macri-Eftimiu (n. 1885, Pitești, România – d. 7 octombrie 1961, București, România) a fost o actriță română (de origine grecească) de film, radio, scenă și voce.
Agepsina Macri a fost căsătorită cu scriitorul Victor Eftimiu. Macri a jucat în filmul „clasic mut” al cinematografiei românești, Independența României din 1912.

## Biografie și carieră
S-a născut într-o familie de origine grecească, fiind fiica bogătașului Panait Macri. După finalizarea studiilor începute la Pensionul Notre Dame de Sion, părinții o trimit să studieze la Sorbona, la Facultatea de Litere, însă simțindu-se atrasă de teatru a luat și lecții de actorie de la doamna Thenard, de la Comedia Franceză din Paris. Se întoarce o perioadă scurtă în România, unde colaborează cu Pompiliu Eliade și Barbu Ștefănescu Delavrancea. Revine în Franța unde locuiește până la sfârșitul Primului Război Mondial. După război devine societară a Teatrului Național din București. Aici va juca mai multe roluri tragice în piese scrise de  Victor Eftimiu, Alexandru Davila, Eugene O'Neill, Henrik Ibsen sau William Shakespeare. Agepsina Macri a fost o membră marcantă a Marii Loji Masonice Feminine din România, alături de Elena Roza Prager, Bucura Dumbravă, Smaranda Maltopol.
A fost distinsă cu titlul de artist emerit (1956).
A decedat în noaptea de sâmbătă 7 octombrie 1961, după o lungă suferință. Corpul neînsuflețit al artistei a fost depus in holul sălii Comedia a Teatrului Național „I. L. Caragiale” și a fost înmormântat la 10 octombrie 1961 în Cimitirul Bellu — Șerban Vodă din București.

## Distincții
- Ordinul Muncii clasa a II-a (23 ianuarie 1953) „pentru merite deosebite, pentru realizări valoroase în artă și pentru activitate merituoasă”[9]
- titlul de Artist Emerit al Republicii Populare Romîne (7 martie 1956) „pentru merite deosebite în activitatea artistică”[10]

## Filmografie
- 1912 - Independența României
- 1928 - Maiorul Mura

## Teatru
- 1911 - Corbii de Henry Becque, regia Pompiliu Eliad - debut actoricesc al Agepsinei Macri
- 13 decembrie 1911 - în Irinel de Barbu Ștefănescu Delavrancea
- 14 decembrie 1912 - în Hagi-Tudose de Barbu Ștefănescu Delavrancea
- Înșir'te mărgărite de Victor Eftimiu
- Prometeu de Victor Eftimiu
- Apus de soare de Barbu Ștefănescu Delavrancea, ca Doamna Tana[11]

## Moștenire
Milița Pătrașcu a realizat o statuie denumită Actrița Agepsina Macri, acesta se află la Academia Română din București.

## Legături externe
- Agepsina Macri la Internet Movie Database
- Artisti aproape uitati: Agepsina Macri-Eftimiu